# Дионизиј Њаради
Дионизиј Њаради (рсн. Дионизий Няради; Руски Крстур, 10. октобар 1874 — Мрзло Поље, 14. април 1940) био је двадесет пети по реду, гркокатолички владика. Оснивао је нове парохије. У крижевачкој Епархији је увео монашке чинове: сестре Василијанке, сестре Службенице, монахе Василијане. Помогао је у оснивању штампарије у Бачкој, као и у Украјини. Писао је књиге, молитвенике, уџбенике за веронауку. Оснивао је у Епархији црквена друштва, деловао је у екуменском духу у цркви, у циљу остваривања црквеног јединства. Био је веома присутан у црквеном и културном животу Русина. У Русинском народном просветном друштву, поред Хавријила Костељника, и владика Дионизиј је имао огромну улогу као велики добротвор.

## Биографија
Рођен је у Руском Крстуру од оца Јанка и мајке Ане, рођене Турински, као најстарији син. Имао је два брата и две сестре. Брат Михајло је био учитељ у Руском Крстуру. Други брат Јанко је погинуо у Првом светском рату. Сестре су биле Марија и Ана.
Четири разреда основне школе је завршио у Руском Крстуру. Први разред гимназије је завршио у Винковцима, школске 1887/88. године. Заједно с њим у разреду је био и Михајло Мудри из Руског Крстура. У Загребу је 1888. године уписан у други разред гимназије.
Богословске студије је завршио у Загребу и окончао их докторатом из теологије.
За подђакона га је посветио крижевачки владика Јулијан Дрогобецки 21. децембра 1898. године. а за ђакона 25. децембра 1898. године. Исти владика га је посветио и за свештеника, 1. јануара 1899. године у Петровцима.
После заређења за свештеника, најпре је био постављен за префекта у средњој богословској школи у Загребу и у међувремену за управника парохије у Шиду. Године 1902. је постављен за ректора Духовне семинарије у Загребу. У исто време је био и парох на парохији св. Ћирила и Методија у Загребу. На овој дужности је био све до 1914. године. Између 1908. и 1914. године је предавао веронауку у средњим школама у Загребу. У то време је издао Молитвеник и Уџбеник за веронауку ученицима средњих школа.
Дана 3. јуна 1914 . године био је постављен за Администратора крижевачке бискупије у духовним и световним пословима. За владику је посвећен 9. јануара 1915. године у цркви светог Сергија и Вакха, у Риму. Рукоположио га је Лазар Младенов, владика Саталенски, апостолски викар Македонског викаријата за гркокатолике Бугаре око Солуна.
За крижевачког владику је именован 22. априла 1920. године.
За време владикиног боравка у Прешову, 16. марта 1939. године, мађарске трупе су окупирале територију Карпатске Украјине.
Неколико дана након окупације, владика Њаради је депортован у Будимпешту и одведен у кућни притвор. Посредовањем апостолског нунција, владика се вратио у крижевачку епархију у Југославији.
Умро је 14. априла 1940. године приликом канонске визитације у Мрзлом Пољу, у Жумберку. Сахрањен је у Руском Крстуру 19. априла 1940. године .

## Делатност владике Дионизија
Године 1905. је увео реколекције, односно, духовну обнову за свештенике.
Основао је манастир у Крижевцима 15. августа 1915, где су се настаниле монахиње чина св. Василија Великог, а у Куцури 1. октобра 1915. године, дом службеница пресвете Богородице. Основао је сиротиште у Крижевцима, 12. априла 1919. године.
Основао је манастире часних сестара Василијанки у Шиду, Осјеку и Миклушевцима. Укупно је основао осам манастира у бискупији где претходно није било манастира.
За крижевачког владику је именован 18. октобра 1920. године.
Kao епископ, слао је младе богослове на универзитете у Инзбрук, Лавов и у Рим. Бринуо је о материјалном положају свештеника, обезбеђивао им је помоћ из иностранства и материјални додатак.
У Поткарпатској Русији је деловао као Апостолски Администратор у Прешову од 30. октобра 1922. године до 22. фебруара 1927. године.
Године 1926. је у Велехраду на гробу св. Методија, посветио Петра Гебеја за мукачевског владику, а 1927. године у цркви светог Климента у Риму посветио је Павла Гојдића за прешовског владику.
У Крижевачкој бискупији је у то време такође деловао. Окупљао је вернике, бранио старословенски црквени обред и језик, борио се са онима који су, највише из незнања, заступали став да је гркокатоличка бискупија непотребна и да би све гркокатолике требало превести на западни обред. Он је наглашавао значај старословенског литургијског језика и источног обреда.
Организовао је мисе по парохијама. Мисије су најпре предводили Исусовци из Жумберка а касније Редемптористи из прешовске епархије.
Редовно је одржавао канонске визитације.
Године 1932. је основао хор св. Кирила и Методија који се прославио у земљи и у иностранству.
Владика је основао осам нових парохија и изградио 13 нових капела и цркава. Основане парохије су Церовљани (1917), Струмица (1924), Лепеница (1930), Дервента (обновљена 1930), Београд (1930), Лишња (1931), Каменица (1933), Госпођинци (1939). Цркве и капеле су саграђене у Церовљанима (1917), Каменици (1922), Липовљанима (1924), Струмици (1925), Сибињу (1929), Бањалуци (1931), Детљаку (1936), Деветини (1937), Лепеници и Срђевићима (1938) и у Јаблану (1939).
Када је 1938. године "Карпатска Украјина" проглашена за самосталну државу, Конгрегација за Источну Цркву је 15. новембра 1938. именовала владику Дионизија за Апостолског Визитатора са правима Апостолског Администратора у Карпатској Украјини. Ову службу је обављао до 24. марта 1939. године, када је та држава укинута.
Угарска војска је тада окупирала новопроглашену Карпатску Украјину и присилно је припојила Мађарској а владика је по наредби регента Хортија био депортован у Будимпешту, одакле се вратио у Крижевце, у тадашњу Југославију.

## Књижевни рад владике
Године 1912. је издао „Живот св. Јозафата” а поред животописа и кратку историју гркокатолика. То је била прва књига коју је издао један гркокатолички свештеник.
Молитвеник „Господу помолимсја” је био, такође, први молитвеник за гркокатолике. Садржао је литургије, читаву црквену годину и молитве за све потребе. Прво издање молитвеника је штампано у Жовкви у Галицији, у тиражу од 800 комада. Друго издање истог молитвеника је штампано исто у Жовкви 1911. године, у тиражу од 5000 примерака. Штампано је и треће издање, у Ужгороду, са тиражом од 5000.
Основао је часопис „Епархијски Вјесник”. Први број часописа излази 22. фебруара 1915. године у Крижевцима.
Године 1917. издао је „Књижицу за чланове удружења Живог рожарија у Епархији крижевачкој”. „Књижица” је објављена у Загребу. Имала је 120 страна а садржала је молитве обичне, дужности хришћанина, кратки веронаук и објашњење како треба молити круницу.
Године 1919. издао је уџбеник за веронауку у тиражу од 10 000 примерака. Пре тога, за Русине у Бачкој, Славонији и Срему издао је исти уџбеник 1913. године и то прво издање у Жовкви а друго у Бечу 1920. године.
На русинском језику 1920. године објавио је књигу „Истине католичке вере”. То је био први уџбеник за веронауку на русинском језику. Књига је имала132 стране и штампана је у Видњу.
Године 1924. је у Жовкви објавио Житије св. Кирила и Методија, књигу написану литерарним језиком.
Књига „Житије св. Кирила и Методија” је објављена и у Новом Саду 1927. године, а објавило ју је русинско народно-просветно друштво.
„Хришћански наук” издао је 1929, а за вернике у Македонији издао је посебан уџбеник.
Године 1932. је издао објашњење свете литургије на русинском језику „Служба Божја или Литургија” Књига је садржала 136 страна и била штампана у Ђакову.
У Ђакову је 1935. штампао и књигу „Прадедовска вера у светлу историје”. У књизи је на 80 страна изложио црквену историју Русина од светог Владимира и свете Олге до савременог доба, кад је књига писана.
У Руском Крстуру је 1938. објавио „О женидби”, књигу која на 56 страна разматра црквени, али и национални, социјални и друштвени аспект брака.
На хрватском језику је објавио „Свети Јосафат Кунцевич” и „ Гроф Андрија Шептицки ”.
Писао је расправе о Цркви, многе чланке и радове које је објављивао у „Споменици”, „Католичком листу” и „Врхбосни”.
За време свог боравка у Прешову као апостолски администратор, покренуо је „Руске слово”, новине које још и данас излазе.
У Ужгороду је покренуо питање оснивања штампарије. Ту је издао „Живот св. Ћирила и Метода”. У Ужгороду је покренуо излажење листа „Душпастир”.
Међу Русинима у Бачкој и Срему, покренуо је „Руске Новине” и издање календара. Међу Украјинцима у Босни и Славонији, покренуо је „Ридно Слово”
и календар. За Жумберчане је дао потстицај за издавање „Жумберачких Новина” и „Споменице”.
У периоду између 1921. и 1941. је редовно у „Руском календару” објављивао верске, историјске и друге чланке и студије.

## Претходници владике Дионизија
Дионизиј Њаради је био 25. по реду, гркокатолички владика. За крижевачког владику је именован 1920. године и био је владика до смрти, 1940. године. Пре њега је 24. крижевачки гркокатолички владика (19. октобра 1891- 1. маја 1920) био Јулије Дрохобецки, рођен 5. новембра 1853.
23. владика је био Илија Храниловић, рођен 3. октобра 1850. и он је био владика од 1883. до 1889. године, када је умро.
Ђуро Смичиклас је био 22. по реду, гркокатолички владика. Он је рођен 14. децембра 1815. године а владика је био од 21. децембра 1857. до смрти, 20. априла 1881.
Гаврило Смичиклас, рођен 1783. године, био је 21. владика по реду, именован за владику 9. марта 1834. године. Био је владика до смрти 14. марта 1856. године.
20. гркокатолички владика је био Константин Станић (1814–1830)
19. је био Силвестар Бубановић (1794–1810)
18. владика је био Јозафат Басташић (1787–1793)
17. Василије Божиковић (1759—1785)
16. Габријел Палковић (1751–1759)
15. Теофил Пашић (1738–1746)
14. Силвестар Ивановић (1734–1735)
13. Гргур Вучинић (1727–1733)
12. Рафаел Марковић (1709–1726)
11. Гргур Југовић (1707–1709)
10. Габриел Турчиновић (1700–1706)
9. Исаија Поповић (1689–1699)
8. Марко Зорчић (1685–1688)
7. Павле Зорчић (1671–1685)
6. Гаврило Мијакић (1663–1670)
5. Сава Станисављевић (1648–1661)
4. Василије Предојевић (1644–1648)
3. Габријел Предојевић (1642–1644)
2. Максим Предојевић (1630–1642)
1. Симо Вратања (1611–1630)